# Grumo Nevano
Grumo Nevano község (comune) Olaszország Campania régiójában, Nápoly megyében.

## Fekvése
Nápolytól 11 km-re északra fekszik. Határai: Arzano, Casandrino, Frattamaggiore, Sant’Antimo és Sant’Arpino.

## Története
Két önálló település összeolvadásával jött létre. Grumo települést a longobárdok alapították Grumum név alatt, amelynek jelentése házak csoportosulása. Nevano település jóval ősibb, a rómaiak idejéből származik. Egykori neve Gneo Nevio. A települések az antik Atella városa vonzáskörzetébe tartoztak. Gazdaságára elsősorban a mezőgazdaság és textilipar a jellemző.
Itt született Domenico Cirillo, orvos és egyetemi professzor, aki részt vett a Parthenopéi Köztársaság megalapításában. A köztársaság leverése után Nápolyban kivégezték. 

## Népessége
A népesség számának alakulása:

## Fő látnivalói
- San Tommaso-templom